# Phytomyza nagvakensis
Phytomyza nagvakensis este o specie de muște din genul Phytomyza, familia Agromyzidae, descrisă de Spencer în anul 1969.
Este endemică în Labrador. Conform Catalogue of Life specia Phytomyza nagvakensis nu are subspecii cunoscute.